# Sa'fan (huyện)
Huyện Sa'fan là một huyện thuộc tỉnh San`a', Yemen. Đến thời điểm năm 2003, huyện này có dân số 33722 người